# 路易斯·愛德華多·德爾加多
路易斯·愛德華多·德爾加多（西班牙語：Luis Eduardo Delgado；1984年12月4日—）是一位西班牙足球運動員。在場上的位置是防守型後衛。他現在效力於西班牙足球乙級聯賽球隊科爾多瓦足球俱樂部。